# Das Land der Gehörlosen
Das Land der Gehörlosen (russisch страна глухих) ist ein russisch-französischer Kriminalfilm des Regisseurs Waleri Todorowski aus dem Jahr 1998 nach dem Roman Haben und gehören von Renata Litwinowa.
Der in der Gegenwart spielende Film thematisiert sowohl die ungewöhnliche Beziehung zwischen zwei Frauen, eine von ihnen eine gehörlose Nachtclubtänzerin und die andere auf der Flucht vor der Mafia, als auch den Traum von einem imaginärem Paradies.

## Handlung
Rita gerät in eine schwierige Situation: ihr Freund kann seine Schulden nicht bezahlen und bei einem Treffens mit seinem Gläubiger, einen prominenten Moskauer Gangsterboss, in einem Restaurant, lässt er sie den Geldleihern als Pfand zurück. Ihr gelingt es zu fliehen und erhält unerwartete Hilfe von der gehörlosen Nightclub-Tänzerin Jaja. Sie rettet sie vor ihren Verfolgern und versteckt sie bei sich. Sie überredet Rita, ihren Geliebten zu vergessen und überzeugt sie, dass alle Männer Schurken sind und sie nur für sich selbst leben müssen. Die Mädchen verbringen viel Zeit miteinander und werden beste Freundinnen. Jaja bringt Rita die Gebärdensprache bei und erzählt ihr von ihrem Traum – viel Geld zu sparen und in das imaginäre, zauberhafte „Land der Gehörlosen“ auszuwandern, wo ausschließlich Gehörlose leben und wo das Gute und die Gerechtigkeit regieren. Die Freundinnen versuchen, durch Prostitution Geld zu verdienen, aber erfolglos. Als Jaja Rita eines Tages Swinja vorstellt, den Anführer der „Gehörlosenbande“, bietet er ihr einen Job an – als seine heimlichen „Ohren“. Rita soll die Rolle der tauben Ehefrau von Swinja spielen und ihn vor Gefahren warnen, was sich als sehr sinnvoll erweist. Denn plötzlich steht Rita zwischen zwei mafiaähnlichen Banden, den „Tauben“ und den „Normalen“ und Rita rettet Swinja bei einem seiner dubiosen Treffen mit skrupellosen Partnern das Leben.
Eines Tages tritt Aljoscha wieder in Ritas Leben, was Jaja anfangs nicht gut findet. Als sie ihn mit der Zeit besser kennenlernt, beginnt sie ein Affäre mit ihm, was zum Bruch der Freundschaft zwischen den Mädchen führt. Mit einer großen Menge Geld in ihren Händen bietet Rita Aljoscha an, die Schulden zurückzuzahlen. Aber er verliert das ganze Geld am Roulette-Tisch und verlässt sie am Ende. In den Streit zwischen Alyosha und seinen Gläubiger wird am Ende auch Jaja hineingezogen und so bittet Rita Swinja um Hilfe. So kommt es zwischen den Banden der Gehörlosen und den Normalen zu einem Kampf, der zu einer Schießerei eskaliert, bei der alle Banditen sterben. Jaja und Rita können entkommen und ziehen sorglos in die Ferne.

## Hintergrund
Gemäß dem Titel und Anliegen des Films ist er sehr durch Gebärdensprache geprägt. Regisseur Todorovsky ließ sich stark vom französischen Kino der 80er Jahre inspirieren, was durch die „dynamische und dekadente Optik“ spürbar ist und an Arbeiten von Luc Besson und Leos Carax erinnern.

## Rezeption
Der Film Das Land der Gehörlosen wurde bei seiner Veröffentlichung im Jahr 1998 sowohl von Kritikern als auch von Zuschauern positiv aufgenommen. Gelobt wurde die Leistung der Hauptdarstellerin: „Dina Korzun gibt eine brillante, affektierte Darbietung, die zu den denkwürdigsten Wendungen der Filmgeschichte zählen dürfte.“ Auch das Drehbuch fand Zustimmung: „es gibt ein bestimmtes feministisches Leitmotiv, das Litvinova im gesamten Film hervorhebt, obwohl sie nie zulässt, dass ihre Ideologie von der überzeugenden Handlung ablenkt oder sie ersetzt.“
Der Film wurde für seine realistische Darstellung der Lebensbedingungen von gehörlosen Menschen und die beeindruckende Leistung der Schauspieler gelobt. Einige Kritiker betonten auch die emotionale Wirkung des Films, der die Zuschauer tief berührt habe. Der Film gewann mehrere Preise auf internationalen Filmfestivals, darunter den Preis der Jury auf dem Montreal World Film Festival 1998. In einigen Ländern wurde der Film jedoch aufgrund seiner anspruchsvollen Thematik und der Verwendung von Gebärdensprache nicht breit ausgestrahlt.

## Auszeichnungen
Der Film wurde für mehrere Auszeichnungen nominiert, so 1998 für den Goldenen Bären in Berlin, 1999 für den Crystal Star in Brüssel und den Nika für beste Regie, bester Film und beste Musik. Gewonnen hat der Film:
- 1999 Nika an Korsun für die beste Schauspielerin
- 1999 Nika an Maxim Suchanow für die beste Nebenrolle
- 1999 Nika für besten Sound
- 1998 Golden Aries für den besten Film der Gilde der russischen Filmkritik
- 1998 beim Seattle International Film Festival den New Director’s Showcase Award